# Mittelzentrum
En la planificación espacial y la geografía económica en Alemania, un Mittelzentrum se refiere a una ubicación central de nivel medio según el sistema de ubicaciones centrales desarrollado por el geógrafo Walter Christaller en 1933. La importancia de un lugar está determinada menos por su tamaño que por su infraestructura en comparación con el área circundante. Se clasifica en la escala de tres etapas Oberzentrum – Mittelzentrum – Unterzentrum/Grundzentrum. En algunos estados federados existe un Mittelzentrum con funciones parciales de un Oberzentrum; En Sajonia, la ordenación del territorio también reconoce el Mittelzentrum en zonas densamente pobladas y el Mittelzentrum como ubicación complementaria en las zonas rurales.
Se fija un número determinado de habitantes (total de la ciudad y alrededores) como tamaño mínimo para la designación de un Mittelzentrum. Este valor varía entre los estados federales, en Hesse es de 20.000 habitantes. En casos individuales (por ejemplo, en zonas rurales escasamente pobladas), este valor de referencia también puede verse socavado. Además de esta cifra clave, existen otros criterios como el equipamiento, la accesibilidad, la sostenibilidad de la ubicación central y una Einzugsbereich claramente asignada. Una Mittelstadt suele ser también un Mittelzentrum.
Los Mittelzentrum sirven como punto de contacto para el suministro de bienes, servicios e infraestructura que los Unterzentrum circundantes no pueden proporcionar. Además de la atención básica, que también está disponible en los Unterzentrum, la oferta de los Mittelzentrum incluye las necesidades periódicas, en particular:
- Especialistas médicos
- Grandes almacenes
- Cines y ofertas culturales.
- Hospitales
- Notarios, abogados y asesores fiscales
- Piscinas
- Escuelas secundarias y escuela vocacional.

Los bienes y servicios que van más allá de las necesidades generales y periódicas pueden cubrirse en el Oberzentrum más cercano.